# AH-64に関連する作品の一覧

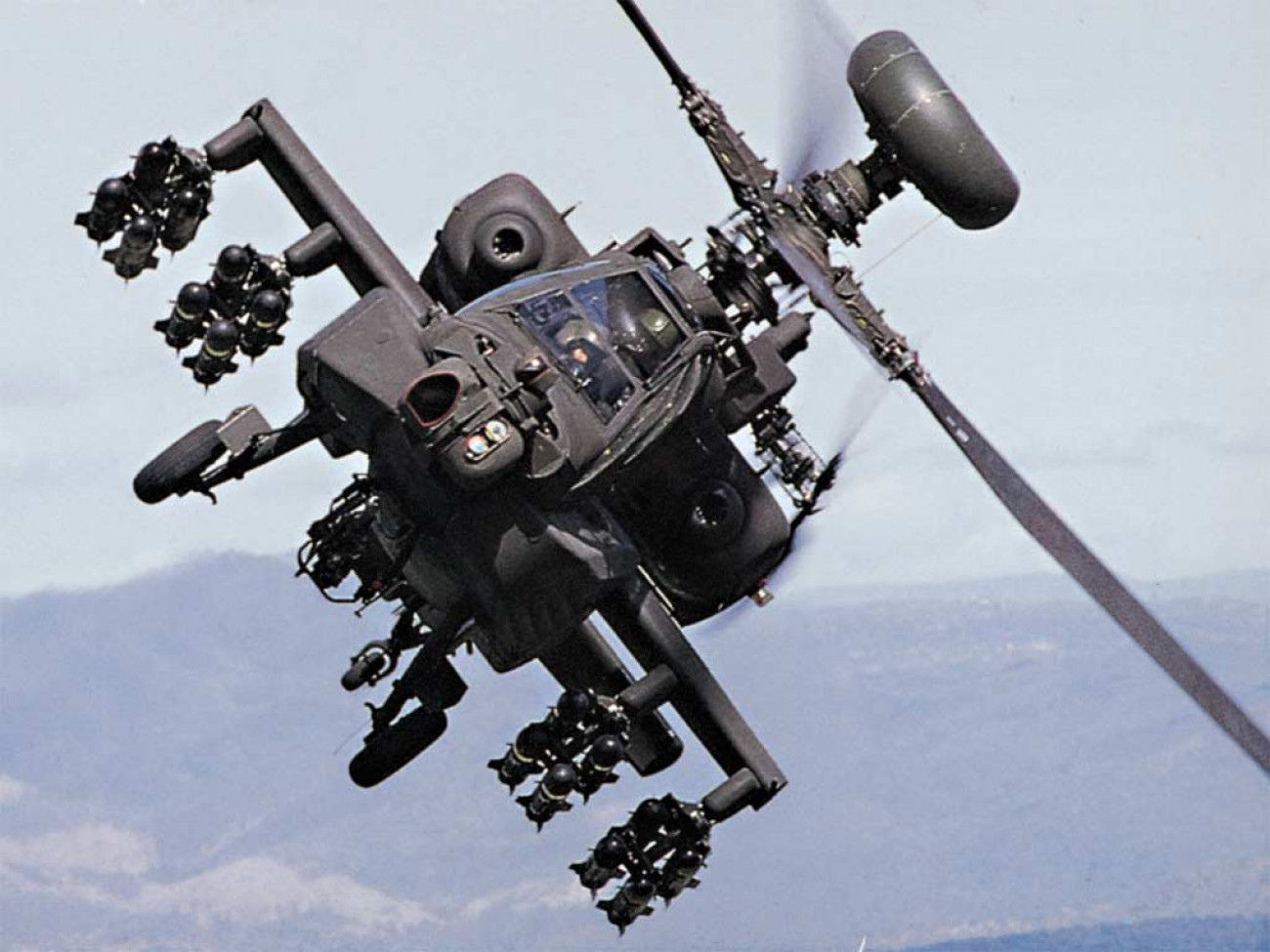
AH-64D アパッチ・ロングボウ

AH-64に関連する作品の一覧（AH-64にかんれんするさくひんのいちらん）は、アメリカ合衆国のマクドネル・ダグラス社が開発した攻撃ヘリコプター、AH-64 アパッチおよびAH-64D アパッチ・ロングボウ、WAH-64 アパッチに関連する作品の一覧である。

## 映画・テレビドラマ
『DCエクステンデッド・ユニバース』
『バットマン vs スーパーマン ジャスティスの誕生』
アメリカ陸軍のA型が登場。アメリカ統合参謀本部の攻撃作戦の一環として、編隊を組んで緊急出撃し、レックス・ルーサーの手により誕生したドゥームスデイをゴッサム・シティのレックス・コープ社屋上にて30mm機関砲とヘルファイアミサイルで攻撃する。この攻撃で、一時的に怯ませることに成功するも、ドゥームスデイの発生させた衝撃波により全機撃墜される。
『アクアマン/失われた王国』
アメリカ軍のD型が登場。アトランティス王国の外交使節団を迎えるべくハドソン川河口の上空に展開する。

『D-WARS ディー・ウォーズ』
アメリカ軍のD型が登場。ロサンゼルスに出現した大蛇「ブラキ」および「ブルコ」の大群と交戦する。
『G.I.ジョー』
NATO軍所属機としてA型が2機登場。冒頭にて、「ナノマイト」を搭載した弾頭の輸送任務に参加しており、上空から地上の輸送部隊を護衛していたが、1機は悪の組織「コブラ」の攻撃機から奇襲を受けて撃墜され、もう1機はM230 チェーンガンなどを使用して迎撃するが効果はなく、反撃を受けて撃墜されてしまう。
『MW-ムウ-』
在日米軍東京基地（架空）所属機として登場。毒ガス兵器「MW」のサンプルを奪った主人公の1人によって東京基地からハイジャックされたC-130 ハーキュリーズを追跡し、もう1人の主人公がMWを東京湾に海没させた後、ヘルファイアを用いてC-130を撃墜する。
なお、ヘルファイアは実機とは異なり、スタブウイングに懸下された架空のロータリーランチャーから発射されている。
『S.A.S. 英国特殊部隊』
アフガニスタンにてD型が登場。
『THE LAST OF US』
テレビドラマ版の第1話に登場。パンデミック発生後、ハイウェイを封鎖した米軍部隊の上空を飛行しており、サーチライトでハイウェイ周辺を照らしている。
『アパッチ』
主人公の乗機としてアメリカ陸軍のA型が登場。麻薬カルテルの私設軍隊が使用するOH-6D カイユースに対抗するため、A型を主力とした特別精鋭部隊が編成され、敵の攻撃ヘリコプターなどと戦闘を繰り広げる。また、作中ではパイロットたちがフライトシミュレータを使って訓練を行う様子も映されている。
『今、私たちの学校は…』
エピソード4などに韓国軍所属のE型らしき機体が登場。ゾンビの蔓延するヒョサン市上空を編隊飛行する様子を主人公らが度々目撃するが、ヘリが飛行しているのに救助が来ない事から、自分たちの救助優先順位が低いと推測するきっかけになる。
『ウォーキング・デッド』
シーズン2第5話にアメリカ軍のA型が登場。ウォーカーで溢れかえったアトランタを空爆する。
『宇宙戦争』
米軍機が登場。丘での戦闘でAH-1 コブラとともにトライポッドを攻撃するも、トライポッドの展開するバリアに攻撃を阻まれてしまい、通用せずに終わる。
『ウルトラシリーズ』
『ウルトラマンジード』
第1話に登場。星山市に出現したスカルゴモラの周囲に展開する。
『ウルトラマンタイガ』
第22話にD型が登場。湾岸地区で眠るタッコングの周囲に展開し、その後出現したギーストロンに向かった機体が攻撃を受けて撃墜される。
『ウルトラマンZ』
第23話に地球防衛軍日本支部（GAFJ）所属機としてD型が登場。夕霧演習場で行われるウルトロイドゼロの公開起動テスト時に上空を飛行しており、その後葛葉山に出現したデマーガ、ゴメス、パゴスと交戦するウルトロイドゼロの上空にも展開している。

『エア・ストライク』
米陸軍精鋭部隊のAH-64部隊と地上部隊が、復讐と仲間の救出を目的に私設軍隊を持つ麻薬組織と東欧で戦う。
『仮面ライダーシリーズ』
『仮面ライダーW』
第1話に秘密結社「ミュージアム」の攻撃ヘリコプターとしてA型が登場。TADSの代わりにサーチライトを搭載している。作中では、アバンタイトルにて主人公たちを襲撃するタブー・ドーパントを援護する。ただし、攻撃に使用しているハイドラ70らしきロケット弾ポッドから発射されているものは、ロケット弾ではなく機銃弾のような描かれ方をされている。
『仮面ライダーW FOREVER AtoZ/運命のガイアメモリ』
財団Xの輸送ヘリコプターとしてA型をモデルとした機体が登場。実機とは異なり、操縦士と射撃手以外の同乗者2名分の座席を備えたスペースを機内に有している。風都上空でT2ガイアメモリを輸送中、空挺降下を用いた傭兵集団「NEVER」の襲撃を受け、T2エターナルメモリの強奪を許すがその直後に自爆する。
『仮面ライダーW RETURNS 仮面ライダーエターナル』
財団XのヘリコプターとしてA型が登場。東南アジア某国で仮面ライダーエターナル レッドフレアの移動手段として用いられており、超能力兵士「クオークス」の一員であるミーナをNEVER隊長の大道克己とともに回収し、クオークスの拠点である「ビレッジ」まで輸送する。
『仮面ライダー×仮面ライダー フォーゼ&オーズ MOVIE大戦MEGA MAX』
財団Xの攻撃ヘリコプターとしてA型が登場。レム・カンナギの指揮下にある2機が、空港X近辺の立体駐車場で仮面ライダーフォーゼと仮面ライダーオーズを攻撃するが、マシンマッシグラーとライドベンダーの跳躍による体当たりを受け撃墜される。
『仮面ライダーフォーゼ THE MOVIE みんなで宇宙キターッ!』
財団Xの攻撃ヘリコプターとしてA型が登場。ホロスコープスとの取引現場からホロスコープスイッチの複製品を強奪した、アリシア連邦の工作員インガ・ブリンクとブラックナイトを攻撃するが、ブラックナイトの胸部からの機銃掃射によって撃墜される。

『ゴジラシリーズ』
『ゴジラvsデストロイア』
陸上自衛隊所属機としてA型が多数登場。デストロイアを迎撃すべく出撃し、臨海副都心上空に展開する。
登場する機体はCGで描かれている。本作の公開時点（1995年）の陸上自衛隊にはAH-64系列の機体は配備されておらず、監督の大河原孝夫からの最新兵器を登場させたいという要望により描写された。脚本検討稿および準備稿では、Gフォース所属のアパッチヘリが沖縄沖にてゴジラをカドミウム弾で攻撃するというシーンも存在した。
『GODZILLA』
アメリカ軍のA型が登場。ただし、胴体下に加えてコックピットの左右にも機関砲を搭載する、スタブウィングに通常のアパッチには無い武装を搭載するなどの重武装化が行われている。作中では、コールサイン「エンコー」とする部隊などが、ニューヨークのビル街を疾走するゴジラを追撃するも、その俊敏さに翻弄される。
続編となるアニメ『ゴジラ ザ・シリーズ』にも登場している。
『GODZILLA ゴジラ』
アメリカ軍のD型が登場。ラスベガスに現れたメスのムートーを攻撃する他、サンフランシスコ上空で核ミサイルを空輸するCH-47 チヌークを護衛する。
『シン・ゴジラ』
実物が日本映画初登場。立川駐屯地所属機とされる陸上自衛隊のD型が、ゴジラの東京都内侵入を防ぐために行われたB-2号計画「タバ作戦」に、木更津駐屯地所属のAH-1Sとともに投入され、武蔵小杉駅から多摩川丸子橋緑地付近にかけての上空より、30mm機関砲およびヘルファイアを使用してゴジラを攻撃する。
撮影にはCGのほか、明野駐屯地所属の実機が使用されている。なお現実では、陸上自衛隊のAH-64Dは立川駐屯地に配備されていない他、東部方面航空隊第4対戦車ヘリコプター隊にも配備されていない。
『ゴジラVR』
陸上自衛隊のD型が登場。東京都心部に襲来したゴジラに対して歌舞伎町付近から出撃し、口内への血液凝固弾投与によるゴジラの活動停止を目標として、避難の進行に伴い攻撃を開始する。
『ゴジラ キング・オブ・モンスターズ』
アメリカ軍のD型が多数登場。ゴジラを援護する形で、F-35 ライトニングIIなどとともにボストンを襲撃したキングギドラと交戦する。

『最終兵器彼女』
敵国の攻撃ヘリコプターとしてD型が登場。最終兵器へ改造された少女「ちせ」が、おたる水族館で主人公とデート中のところを襲撃するが、主人公が漕ぐ自転車で水族館から逃走するちせからのミサイル攻撃を受け、撃墜される。
『猿の惑星: 聖戦記』
アメリカ軍残存戦力の一部勢力所属機としてD型が登場。同じ残存戦力（かつ人間同士）ながら敵対するウェズリー大佐の基地を強襲し、上空から機銃掃射とロケット弾攻撃を行う。うち何機かは基地内のレイピアミサイルシステムやRPG-7の反撃を受け、基地制圧前に全機が撃墜される。
『シビル・ウォー アメリカ最後の日』
内戦が勃発したアメリカ合衆国にて、政府側から離反したカルフォルニア・テキサス州の連合軍「Westan Force（西部勢力、またはWF）」の戦力として多数が登場。終盤のワシントンD.C.での戦いには多数が飛来し、うち1機が政府側狙撃手により足止めされた地上部隊を掩護すべく、ビルの合間を低空飛行し、至近距離から機関砲とミサイルを浴びせて掩護した。
『スーサイド・スクワッド』
アメリカ陸軍のD型が登場。ミッドウェイ・シティに現れたインキュバスを攻撃するも撃墜される。
『ターミネーター:新起動/ジェニシス』
人類抵抗軍の攻撃ヘリとして登場。冒頭にて、スカイネットへの攻撃に投入される。
『ディープロジック』
陸上自衛隊のD型が登場。国際テロ組織「アタッカーズ」による首都圏での連続爆破テロとその後の総理暗殺を受け、厳戒態勢が敷かれた東京の上空に展開する。
『トイ・ソルジャー』
テロリスト鎮圧部隊の攻撃ヘリとしてA型が登場。1991年の映画のため初期の機体が登場している。輸送ヘリの援護のほか、全寮制学校を占拠したテロリストを機関砲で攻撃するが、実際の30mm機関砲と比べると威力が控えめに描写されている。
『トランスフォーマーシリーズ』
『トランスフォーマー/リベンジ』
アメリカ陸軍のD型が登場。上海で作戦を行う対ディセプティコン特殊部隊「NEST」の支援にあたり、デモリッシャーをロケット弾で攻撃する。
『トランスフォーマー/ダークサイド・ムーン』
NEST基地にD型が駐機している。
『トランスフォーマー/最後の騎士王』
対トランスフォーマー部隊「TRF」所属機としてD型が登場する。

『ネイビーシールズ: チーム6』
「海神の槍作戦」を実行するDEVGRUを支援するために離陸準備を行う。
『バイオハザードV リトリビューション』
要塞と化したホワイトハウスの敷地内に駐機している。
『ランペイジ 巨獣大乱闘』
ロングボウ・レーダー未装備のアメリカ軍のD型が登場。シカゴの市街地内を進攻する「ジョージ」と「ラルフ」の巨獣2体に対しアメリカ軍機が攻撃を加えるが、数機が撃墜される。その後、主人公が墜落していた機体の30mm機関砲とヘルファイアを用いて巨獣「リジー」を攻撃する。
『ローン・サバイバー』
アメリカ陸軍のA型が登場。主人公をはじめとするNavy SEALs隊員たちを現地へ輸送するCH-47F チヌークを護衛しており、その後、主人公を助けて匿う村の住民からの連絡を受け、救出に向かうHH-60 ペイブ・ホークを護衛しながら村まで急行し、村を襲撃していたタリバン兵を一掃する。
『ロンドンゾンビ紀行』
イギリス軍のWAH-64とおぼしき機体が登場。終盤、ゾンビの発生したロンドン上空に大挙して飛来する。

## アニメ・漫画
『FUTURE WAR 198X年』
NATO軍所属機が登場。東西ドイツ国境での戦車戦にて、ワルシャワ条約機構軍のT-72を撃破するが、ZSU-23-4からの反撃を受ける。
『MADLAX』
数話にわたって登場。第1話ではMADLAXに撃墜される。
『Rewrite』
麻薬加工のクライアウントが、証拠隠滅の為に施設を爆撃するが、ルイスの槍で撃墜される。
『R.O.D -READ OR DIE-』
第1話にアメリカ軍所属機が3機登場。ニューヨーク上空に現れた偉人「オットー・リリエンタール」のグライダーを追撃するも撃墜され、増援として現れた大編隊も、偉人「平賀源内」から電撃を受ける。
『That's!イズミコ』
単行本第3巻に私立呆建学園残務整理委員会の所有機として登場。学園から脱走した嵯峨を抹殺すべく、市街地で戦闘を展開する。
『蒼き鋼のアルペジオ -アルス・ノヴァ-』
テレビアニメ版第6話に中央管区陸軍の攻撃ヘリとしてD型が登場。刑部邸襲撃にて、ハルナを機関砲で攻撃するがクラインフィールドで塞がれ、手榴弾による反撃を受ける。なお、漫画版第25話における同様のシーンには、架空の攻撃ヘリが登場している。
『あそびにいくヨ!』
テレビアニメ版第12話にNATO軍のD型が登場。「テロリストによるミサイル基地の占拠という事態を想定した演習」という名目で、ロシア領内にある鉄道配備型ICBMの地下基地周辺に展開し、主人公らと交戦する。
『うる星やつら いつだってマイ・ダーリン』
面堂航空隊の攻撃ヘリとして登場。面堂終太郎による召集を受け、F-16 ファイティングファルコンとともに友引町上空に展開し、ルピカの宇宙船を攻撃してラムたちを援護する。
『終わりのセラフ』
漫画版第11話・第12話（TVアニメ版第9話）に関西の吸血鬼軍の攻撃ヘリとしてD型が登場。MH-60 ブラックホークなどとともに新宿攻撃に投入されるが、日本帝鬼軍が使用する弓矢型の呪術装備（量産型鬼呪装備）による激しい反撃を受ける。
『ガールズ&パンツァー もっとらぶらぶ作戦です!』
WEB出張版第94回にAH-64をモデルとしたラジコンヘリコプター「ARISA」が登場。サンダース大学付属高校のアリサが、戦車道競技での偵察に使おうとするも、反則として取り締まられている。
『カリフォルニア・クライシス 追撃の銃火』
アメリカ軍機が登場。エドワーズ空軍基地に配備されている機体が「スペースマインド」の捜索に使用されており、デスバレー付近でスペースマインドを持ち逃走する主人公らを攻撃、うち2機が追撃中に墜落する。
『ガンダムシリーズ』
『アウターガンダム』
地球連邦軍の攻撃ヘリとしてAH-64をモデルとした機体が登場。主脚が引き込み式になっているほか、機首などの形状に原型となったAH-64との差異がある。第3話では、中国江蘇省の秘密工場を襲撃したジオン公国軍のザクII改を迎撃する。第6話では、東京臨海部副都心で暴走するファントムシステムを搭載したジムコマンドを攻撃する。
『機動戦士ガンダム0080 ポケットの中の戦争』
漫画第2巻chapter5に地球連邦軍機として登場。ジオン公国軍のスパイによって盗まれたガンダムNT-1を、デッシュと共に捜索する。

『岸和田博士の科学的愛情』
第18話に日本国防衛軍の攻撃ヘリとして登場。安川2号の反乱によって乗っ取られた岸和田研究所攻撃のために出動し、安川2号側のロボット戦車と交戦する。
『機動警察パトレイバー』
初期OVAシリーズ第6話に自衛隊決起軍の攻撃ヘリとして登場。教習用レイバーをトラックに乗せて桜田門へと向かう特車二課の面々を追跡する。
なお、続いて作られた劇場版などの世界観では、AH-1 コブラではなくAH-56 シャイアンが米軍に制式採用されたためAH-64は開発計画自体が存在せず、AH-64に相当する機体としてヘルハウンド（架空機）が開発されたという設定が存在する。
『クレヨンしんちゃん ブリブリ王国の秘宝』
ブリブリ王国軍の攻撃ヘリとして登場。列車を襲ったホワイトスネーク団を追跡する。
『ゲート 自衛隊 彼の地にて、斯く戦えり』
漫画版第1話に陸上自衛隊のD型が登場。異世界から銀座に襲来した帝国軍を攻撃する。
『ゴジラ S.P ＜シンギュラポイント＞』
第9話にイギリス軍のWAH-64が登場。紅塵に覆われたロンドンの上空を飛行している。
『こちら葛飾区亀有公園前派出所』
主要人物である爆竜大佐の愛機として、アメリカ陸軍所属機が度々登場。
『ゴルゴ13～QUEEN BEE～』
ベニング中尉が率いる小隊の攻撃ヘリとして、コードネーム「トマト」とする機体が登場。中盤にて、「コムネロ民族解放戦線」と「クインビーコマンド部隊殲滅作戦」に投入される。
『ささみさん@がんばらない』
テレビアニメ版にD型が登場。第3話では月読神社の所有機として複数機がM1エイブラムスとともに境内に侵入した邪神三姉妹を攻撃するが、次女・邪神かがみの反撃を受けて撃墜される。第8話では月読鎖々美が生じさせた天岩戸の中に出現している。
『ジョジョの奇妙な冒険 第4部 ダイヤモンドは砕けない』
虹村形兆のスタンド「バッド・カンパニー」の一部として登場。なお、連載当時はD型が存在してなかったため漫画版ではA型だったが、アニメ版ではD型に変更されている。
『絶園のテンペスト』
日本国防陸軍の攻撃ヘリとしてD型が登場。AGM-114 ヘルファイアを使用し、街を封鎖する。また、国防軍合同軍事演習と見せかけた「絶園の樹」攻撃作戦にも、複数の機体が投入される。
『続・戦国自衛隊』
戦国時代へタイムスリップしたアメリカ軍の装備として、アメリカ陸軍のD型が3機登場。「関ヶ原の戦い」に投入され、西軍に味方する自衛隊を攻撃する。また、史実（諸説あり）では徳川家康が裏切りを催促する銃撃を小早川秀秋の陣へ行うところ、今作ではAH-64Dの30mmチェーンガンによる機銃掃射がその役目を果たしている。
作中では本機とM2/M3ブラッドレーがタイムスリップしたアメリカ海兵隊によって運用されるが、執筆当初はフィクション作品としての演出（コンビニコミック版）とされていた。後のアメリカ側をメインにした外伝作品では、アメリカ海兵隊の輸送に使用されるワスプ級強襲揚陸艦「エセックス」に、陸軍からの要請で急遽艦載し輸送していたもので、タイムスリップに際して陸軍の兵士の大半が行方不明となったため、海兵隊が使用することになったと描かれている。
『大正野球娘。』
漫画版第13話に陸上自衛隊のD型が登場。エピローグにて、平成2X年の東京湾北部に突如として出現した謎の巨大マシンを迎え撃つ。
『第2次朝鮮戦争 ユギオII』
アメリカ軍所属機が登場。第2次朝鮮戦争に介入する際に投入され、東豆川市付近で朝鮮人民軍と交戦している。
『ダンス イン ザ ヴァンパイアバンド』
第2話に登場。
『小さな黙示録』
米軍機が登場。ホワイトハウスに押し寄せるゾンビの大群に攻撃を加える。
『超時空DDH ヘリ母艦南海の決戦』
陸上自衛隊のD型が登場。第二次世界大戦へタイムスリップし、グラマン F4Fなどと空中戦を行う。
『沈黙の艦隊』
在日米軍・アメリカ海兵隊所属機としてA型が登場。
在日米軍所属機は、機内にコックピットとは別に2人分の座席を向かい合わせに配置した部屋を備える、要人輸送機仕様に改造された架空型となっている。作中では、第39話にてスタイガー太平洋軍司令官とジャック大統領特別補佐官を輸送する。
アメリカ海兵隊所属機は、第250話から第253話にかけて3機が、ニューヨーク上空に敷かれた飛行規制を破り独断で原子力潜水艦「やまと」を偵察しようとする深町たちが乗るシコルスキー S-61を追撃し、不時着に追い込もうとM230 30mm チェーンガンを使用して、片方のフロートを破壊する。なお、実際の海兵隊はAH-64系列の機体を採用していない。
『てーきゅう』
テレビアニメ版2期第9話・第10話にD型が登場。グラウンドの使用権を巡る亀井戸高校テニス部と野球部の勝負にて、テニス部によって使用されている。
『デジモンセイバーズ』
第36話に国家機密省の攻撃ヘリとして登場。最強クラスのデジモンである「ベルフェモン」に対して攻撃を加える。
『日本沈没』
一色登希彦の漫画版の12巻にD型が登場。山梨県内の難民キャンプに数機がV-22やCH-47Jとともに駐機している。
『ニンジャスレイヤー フロムアニメイシヨン』
第20話にソウカイ・シンジケートの保有機としてD型をモデルとしたヘリが登場。機体各所に鬼瓦のような意匠が施されているが、通常のD型として描かれているシーンも存在する。ソウカイヤの首魁ラオモト・カンの移動手段として使用しており、主人公であるニンジャスレイヤーをミサイルで攻撃する。
『文豪ストレイドッグス』
『ボボボーボ・ボーボボ』
「真説」第18話にD型が登場。奥義「抹消指令（デリートコマンド）」で使用される。
『魔人探偵脳噛ネウロ』
単行本第10巻（テレビアニメ版第19話）に登場。電人HALとの戦いの際に、横流しされていた中古品に改造を施した機体が、架空の原子力空母「ハーヴェイ・オズワルド」に突入する脳噛ネウロと桂木弥子によって使用される。
『魔法少女特殊戦あすか』
ウェブ配信漫画版の第1話にD型が登場。地冥界（ディスアス）との決戦が行われた阿蘇山の付近に墜落している。
『ムダヅモ無き改革』
漫画版第2話（単行本第1巻に所収）にD型が登場。ジョージ・H・W・ブッシュが小泉ジュンイチローに対して勝打「地獄の黙示録（アポカリプス・ナウ）ロン」を放った際に、イメージとして背景に現れている。
『名探偵コナン 漆黒の追跡者』
黒ずくめの組織の攻撃ヘリとしてA型が登場。ただし、縦2人・横2人の4人乗りになっているなど、実物とは各部の形状が異なる。
作中では、ジンたちが東京タワー（東都タワーという名で登場）へ赴くために搭乗し、江戸川コナンたちを抹殺するべくM230 30mm チェーンガンで攻撃して東都タワーの大展望台を蜂の巣にする。その後タワー上部へ駆け上がるコナンをM230でタワーを蜂の巣にしながら追い詰めるが、機転を利かせたコナンが伸縮サスペンダーを用いて射出したライト（銃撃で破損したもの）の直撃を受けてしまい、炎上しながら東都タワー周辺から離脱するも爆発して近くの公園に墜落した（なお、ジンたちは墜落前に全員脱出している）。
『メタルスキンパニック MADOX-01』
アメリカ陸軍所属機が登場。スレイヴ・トルーパー「MADOX-01」を回収するため、東京上空に複数機が展開するが、そのうちの1機がMADOX-01から攻撃を受ける。
『薬師寺涼子の怪奇事件簿』
テレビアニメ版第12話にD型が登場。東京で行われた日本私設警察（NPP）・自衛隊合同の「対テロ演習」に参加し、主人公である薬師寺涼子を攻撃する。
『やわらか戦車』
第33話と第53話に自衛隊のD型が登場。第33話ではジミおじさんが捕われたぱーぷる牧場の周囲に展開し、第53話では第1空挺団からの増援要請を受けて缶元総理を攻撃する。
『リーンの翼』
WEBアニメ版第6話に陸上自衛隊のD型が登場。東京一帯の上空でオウカオーを始めとするオーラバトラーと交戦する。
『リトルコップ』
私設軍隊「影の軍隊」の攻撃ヘリとして登場。同軍に潜入した警視庁のスパイ（逃走時に追撃を受けて死亡）が撮影した写真に演習中の姿が記録されている。
『ルパン三世』
『ルパン三世 バイバイ・リバティー・危機一発!』
序盤に登場。銭形がルパン三世を追跡するために搭乗し、コックピットから手錠を投げて捕まえようとする。
『ルパン三世 燃えよ斬鉄剣』
ラストシーンに登場。銭型が搭乗してルパン一味を追跡するが、なぜか前席にパイロットが座っている。
『ルパン三世Y』
作品随所に登場。
『ルパン三世 sweet lost night 〜魔法のランプは悪夢の予感〜』
ガーリック大佐の愛機としてA型が登場。終盤では、スタブウィングをさらに延長して大量のミサイルとロケット弾を搭載した架空機も登場する。
『ルパン三世 princess of the breeze 〜隠された空中都市〜』
シャハルタ軍の攻撃ヘリとしてD型が登場。ルパン三世たちが乗る飛行船と空中戦を繰り広げる。
『勇気爆発バーンブレイバーン』
第2話に登場。A-10とともに数少ない航空戦力として出撃するもスペルビアとソルダートテラーにより全機撃墜される。

## 小説
『ARIEL』
国立科学研究所（SCEBAI）の所有機としてA型「どすこいアパッチ」が第1巻よりたびたび登場。元は陸上自衛隊の新規装備実験用の機体だが、チェーンガンの代わりに特殊ポッドが取り付けられており、スタブウィングに強制吊り下げ用のフックなどの搭載が可能になっているなど、独自の改修が加えられている。作中では、主に雑用を行う。
『MM9』
陸上自衛隊のD型が登場。第1巻と第2巻には第4対戦車ヘリコプター隊所属機とされる機体が登場しており、第1巻では怪獣1号「グロウバット」を第12旅団第12ヘリコプター隊のOH-6Dとともに群馬県上空で追撃する。第2巻では宇宙から東京に襲来した怪獣6号「ゼロケルビン」をAH-1Sとともに迎撃し、そのうちの1機が墜落後、少女型怪獣「ヒメ」が手に構え、搭乗員らと連携して機関銃のように使用する。外伝『トワイライト・テールズ』では、某県に出現した怪獣9号「ガイバーン」を攻撃すべく出撃し、地上部隊とともに展開する。第3巻では、チルゾギーニャ遊星人が操る怪獣軍団を迎撃すべくひたちなか市に展開し、国営ひたち海浜公園から出現した怪獣10号「ガラコブラ」と交戦する。
『Op.ローズダスト』
陸上自衛隊所属機が登場。朝霞駐屯地に駐機している。
『Twelve Y. O.』
アメリカ軍のD型が多数登場。辺野古弾薬基地上空にて、主人公たちが乗るSH-60Jなどと交戦するが、SH-60Jが投下した魚雷のほか、対ヘリコプター地雷（AHM）やアームブラスト、さらにはコンピュータウイルス「アポトーシスII」による攻撃を受ける。
『インデペンデンス・デイ』
アメリカ軍のA型が登場。「オペレーション・ウェルカム・ワゴン」におけるエイリアンとの意思疎通役を務め、RFK記念スタジアムの電光式スコアボードを取り付けて宇宙船の前まで進出し、光を使った交信を試みる。
なお、映画版での同様のシーンにはCH-54 タルヘが登場している。
『ウスサマ明王』
陸上自衛隊機としてA型が登場。特殊作戦群の対UMAL（未特定鳥類様擬態生物）部隊を支援すべく八王子市の慈光寺学園上空に展開し、UMALが潜伏しているとおぼしき林に向けチェーンガンを掃射する。
『歌と饒舌の戦記』
GRTテレビの社用機としてA型の架空の改良型が登場。攻撃用装備を撤廃した結果最大上昇限度などが向上しており、お笑い番組『突然おじゃま虫』のタレントとスタッフをエヴェレスト頂上まで運び上げる。
『川の深さは』
アメリカ軍のA型が登場。評価試験のために自衛隊がアメリカ軍から借用したものだったが、それを本作の黒幕である架空の非公開情報機関「治安維持局」の幹部（冷戦終結に伴い解体縮小された同局の再興を目論んでいる）がコネを用いて引き抜き、市ヶ谷駐屯地に運び込んでいた。
本来の計画では総仕上げとしてデモンストレーションも兼ねて北朝鮮の瀬取り船を撃沈し、治安維持局の公的機関としての再興の暁には「対テロ装備」として登録される予定だったが、クライマックスで主人公たちが奪取。黒幕によって計画に引き抜かれ、瀬取り船を撃沈しようとするこんごう型護衛艦「こんごう」と竹島沖で交戦する。
『ギャラクシー・トリッパー美葉』
第1巻にアメリカ軍機が登場。誤操作によって投下され迷子になっていた自我を持つ架空の巡航ミサイル「CX0029」（ルーくん）を回収すべく大型輸送ヘリコプターとともに区立松波中学校に飛来し、その後輸送ヘリから脱走したルーくんに対して攻撃を加えている。
『五分後の世界』
日本に進駐する国連軍の攻撃ヘリコプターとして数十機登場。主人公を含むアンダーグラウンドの国民ゲリラ部隊を攻撃する。
『サイレント・コアシリーズ』
『ピノキオ急襲』
陸上自衛隊のD型が登場。佐渡島でOH-1とともに哨戒飛行を行う。
『第三次世界大戦』
イギリス軍のD型が登場。モスボール保管されていたものとE型にアップグレードされたもの、合わせて計30機が日本に譲渡される。そして、ヘリコプター搭載護衛艦「ほうしょう」として就役した「プリンス・オブ・ウェールズ」に艦載されて、南シナ海へ向かう。
『ゼロの迎撃』
第4対戦車ヘリコプター隊所属機としてD型が登場。ハイジャックされたボーイング767-300BCFの墜落による洪水発生を防ぐため、767-300BCFを隅田川上で迎撃する。3機で一斉にAIM-92 スティンガーを発射するが、なおも飛行を続けていたため30mm機関砲による攻撃に切り替えて射撃する。しかし、残骸が河口を塞いでしまったため、ハイドラ70による攻撃を行うが完全には破砕できず、最終的には第1普通科連隊の対戦車誘導弾と87式偵察警戒車、96式装輪装甲車による射撃を受けて、ようやく完全破砕に成功する。
『戦国自衛隊1549』
極秘実験中の事故で戦国時代へタイムスリップした第三特別実験中隊を救出するため現代から1549年に送り込まれたロメオ隊の装備として、陸上自衛隊のD型が登場。桜衆のAH-1Sと交戦する。
『中国完全包囲作戦』（文庫名：『中国軍壊滅大作戦』）
D/E型が登場。
D型は統一朝鮮陸軍との戦闘にて、K1A1に対して地形を利用して一方的に攻撃する。
E型は紅軍との戦闘にて、M230機関砲とAGM-114 ヘルファイア対戦車ミサイルを併用して対空部隊と対空指揮部隊を攻撃する。
『東京×異世界戦争 自衛隊、異界生物を迎撃せよ』
陸上自衛隊目達原駐屯地のD型が登場。異世界から出現した「敵性体」によって有明地域で武力攻撃事態が発生したことを受けて出動し、有明上空でドラゴンと交戦しM203E1機関砲で数体を撃破するが、1機が異世界側が発生させた赤外線も遮断する濃霧によって視界を奪われたところを撃墜される。その後、派遣されていた4機中3機が撃墜されたことが報告されている。
『特命武装検事・黒木豹介』
AH-1Sに代わる、主人公である黒木豹介の愛機として登場。
『突変』
陸上自衛隊のD型が登場。関東某県の酒河市で発生した「酒河移災」の際に、時空交換により生じた「突変領域」内に出現した巨大な異源生物に対応すべく待機している。
『日本北朝鮮戦争 自衛隊武装蜂起』
陸上自衛隊所属機が登場。終盤にて、難民船に紛れて攻撃してくる工作船をヘルファイアミサイルおよびM230 30mm機関砲で攻撃し、撃沈する。
『日本国召喚』
陸上自衛隊のD型が登場。ロウリア王国王都攻略作戦の際、護衛艦「いずも」から7機のAH-1Sとともに3機が出撃して敵部隊を攻撃するほか、ロウリア王捕縛作戦に1機が投入される。またパーパルディア皇国との戦争では、パーパルディア皇国陸戦隊を特科が制圧するために3機が機関砲の攻撃で陸戦隊を密集隊形に追い込むほか、エストシラント沖大海戦で護衛艦「いせ」に搭載され、敵戦列艦に対艦攻撃を行う。漫画版では名称のみで登場していない。
『バカと戦車で守ってみる!』
国連軍所属機としてD型が登場。大海原海水浴場やミサキ町の海岸で上陸してくる怪生物「ジャシール」を迎撃するほか、主人公ら「水際防衛隊」によって盗み出された機体が、ミサキ町のドイツ軍基地から怪獣「プテリギオン」の幼獣を奪還する際に使用された後に国連軍戦車隊と交戦し、最終的に国連軍に参加していた10式戦車によって撃墜される。
『富士山噴火』
高嶋哲夫の小説。陸上自衛隊のD型が登場。富士山南部へと流れる溶岩をせき止めるべく、高速道路を倒壊させて堰にするために高速道路の高架をロケット弾で攻撃する。また、同じく溶岩をせき止める堰とするため山を爆破する際、山肌が硬く爆薬の設置に手間取ったため、山肌を削るためにチェーンガンを急遽使用する。
作中のD型は火山灰対策として、技術研究本部が極秘開発中だったフィルターをエンジンに設置している。
『フルメタル・パニック!』
トゥアハー・デ・ダナンの艦載機として架空の派生型である「AH-64E」が登場。実在するE型とは別物である。
『妖精作戦』
第3巻にアメリカ軍所属機が登場。F-14A トムキャットとともにSCFに借用され、首都高速1号線上で私立探偵平沢千明の乗るホンダ・CB1100Rを追撃する。
『ルーントルーパーズ 自衛隊漂流戦記』
異世界へ飛ばされた自衛隊の装備として、陸上自衛隊のD型が登場。架空のいずも型護衛艦「やしま」に搭載されて運用・整備がなされ、OH-1とともに、フィルボルグ継承帝国の竜騎士たちと空中戦を繰り広げる。
作中のD型は少ない機数を質でカバーするために近代化改修が施されており、スティンガーミサイルの代わりに91式携帯地対空誘導弾を搭載している。

## ゲーム
『A-JAX』
自機として、AH-64を元にした架空機「VW-80 トムタイガー」が登場。国連の特殊戦闘部隊「A-JAX」に所属しており、エイリアン軍団およびそれに支配された核保有超大国の軍と交戦する。
『APACHE:Air Assault』
兵装としてロケット弾・空対地ミサイル・40mm機関砲を使用できる。
『ARMA 2』
D型をプレイヤーが操作可能。拡張パック「Operation Arrowhead」では本機を介してUAVの操作も可能となる。
『Digital Combat Simulator』
2020年末にモジュール化が発表され、2022年3月に早期アクセスが開始された。AI機体としては無料で使用でき、追加DLC「DCS: AH-64D」を購入することによってプレイヤー機体としての操作が可能となる。2002年当時の米陸軍AH-64Dブロック2を再現しており、早期アクセス開始時にはレーザー誘導のAGM-114Kヘルファイア、ハイドラ70ロケット弾、M230 30mm機関砲を使用でき、プレイヤー2名によるマルチクルーも可能である。ただしロングボウレーダーおよびAGM-114Lロングボウヘルファイアは現時点で未実装となっており、早期アクセスの後半において実装されることが予告されている。
『GUNSHIP』
Micro Prose Software社制作のPC用ゲーム。AH-64を主役機としたフライト・戦闘シミュレーター。PC-9800シリーズにも移植された。
『Just Cause』
「Jackson Z-19 Skreemer」の名称で登場する。
『METAL WOLF CHAOS』
クーデターを起こしたアメリカ軍の攻撃ヘリコプターとしてD型が登場。
『Modern Warships』
艦載機として登場。また、架空機としてAH-64E-B2Cも存在する。
『Operation Flashpoint: Cold War Crisis』
アメリカ軍陣営で使用可能な攻撃ヘリコプターとして登場する。
『Wargame Red Dragon』
NATO陣営のアメリカ軍デッキで使用可能なヘリコプターとしてA型とD型が登場する。
『WarRock』
D型が登場。1番席は操縦とヘルファイアミサイル、2番席は30mm チェーンガンを操作する。
『War Thunder』
1.97アップデート[ヴァイキングフューリー]にてAH-64A、AH-64Dがアメリカのヘリコプターツリーに通常機体として登場。そして課金機体としてAH-64APetenが同じくアメリカヘリコプターツリーに登場した。ほかにもイギリスヘリコプターツリーにAH　Mk.1が登場した。また、1.99アップデート「スターファイターズ」において日本通常ヘリコプターツリーでの最終機体で陸上自衛隊のAH-64Dが実装された。
『World in Conflict』
米軍の攻撃ヘリとして登場。序盤のシアトル防衛戦で友軍に使用されている。自身も操作・攻撃命令などが可能。
『エースコンバットシリーズ』
主に敵機として登場。『エースコンバット5』ではユークトバニア連邦共和国軍のヘリコプターとして登場し、敵国オーシア連邦のバーナ学園都市で神経ガスを用いた化学テロを実行した味方の特殊コマンド部隊の乗るトラックを回収しようとする。『エースコンバットAH』ではアメリカ陸軍の攻撃ヘリコプターとしてD型の操縦が可能。『エースコンバット7』では、オーシア連邦軍、エルジア王国軍双方の攻撃ヘリコプターとしてD型が登場する。
『エレベーターアクション デスパレード』
舞台となるビルの屋上からヘリコプターで脱出を図ろうとした主人公達を敵側が妨害すべく投入したのがD型。脱出用のヘリを撃墜する上、主人公達を機関砲やミサイルで執拗に狙ってくる。
『凱歌の号砲 エアランドフォース』
日本を占拠したアメリカ陸・空軍の攻撃ヘリコプターとして登場。プレイヤーも購入して使用できる。
『ガングリフォン』
日本陸上外人部隊の装備機として登場している。
『強襲機甲部隊 攻撃ヘリコプター戦記』
プレイヤーの使用機として登場。
『グランド・セフト・オートシリーズ』
『GTA:VC』『GTA:SA』『GTA:VCS』
上記の3作品に本機を模した戦闘ヘリ「Hunter」が登場する。主に作中の軍隊が運用している（軍隊の出てこない『GTAIV』には登場せず、代わりとしてUH-60 ブラックホークを模した「Annihilator」が、DLCである『GTA:TBoGT』にはMH-6 リトルバードを模した「Buzzard」が登場する）。

『グリッドシーカー』
自機として架空の派生型「AH-64F」が登場。新型兵器「グリッド」の操作が可能になっており、第二次湾岸戦争に投入される。
『鋼鉄の咆哮シリーズ』
アメリカ型の艦載機および敵機として登場。
『コール オブ デューティシリーズ』
『CoD:MW2』
マルチプレイのキルストリークとして航空支援を受けられる。
『CoD:MW3』
A型が登場。
『CoD:G』
D型が登場。プレイヤーが操縦するステージがある。
『CoD:MWII』
D型が登場。キャンペーンにてキロ0-1のコールサインで呼ばれるパイロットが登場し､墜落したレイザー1に攻撃を仕掛けるアル・カターラの装甲車を一掃する。その他シャドウカンパニーが保有しているものをプライス大尉らが拝借しロス・バケロスの基地奪還の援護する。マルチプレイヤーではキルストリークとして登場し､操縦しながら30mm機関砲とハイドラロケットを使用可能。

『ごく普通の鹿のゲーム DEEEER Simulator』
D型が登場。ロボット「アニマルコンバット」を吊り下げ輸送する。
『ゴジラ怪獣大乱闘』
防衛軍所属機体として登場。
『サタスペ』
近畿特別区・大阪（オオサカ）に持ち込まれ、亜侠が使用する機体として登場。プレイヤーキャラクターが使用できる乗物の1つ。
『サンダーストーム』
武装化テロリストを撃滅するための戦闘ヘリとして、AH-64をモデルとした架空機「LX-3」が登場。
『新海底軍艦 鋼鉄の孤独』
国連軍機として架空の派生型「RAH-64」が登場。海底軍艦「ラ號」（自陣営）の同盟国軍としてアトランティス軍と交戦する。うち、プロローグで新宿に展開する機体は陸上自衛隊中部第七師団所属機とされている。
『ゼロガンナー』
自機の1機として、特殊傭兵部隊「ZERO」所属の架空の派生型「AH-64AX アパッチ」が登場。世界各地で頻発するテロに対し投入される。
『ゼロガンナー2』
自機の1機として、A型を原型とした架空機が登場。元は巨大企業「イゲムグループ」の無人戦闘ヘリであり、味方陣営に奪取された後に人間の脳からなる「ゼロガンナーシステム」を搭載され、イゲムグループとの戦闘に用いられる。
『タイガーヘリ』
自機としてAH-64をモデルとした架空の攻撃ヘリ「タイガーヘリ」が登場。敵地攻撃のために出撃する。
『大戦略シリーズ』
特定の国で生産・使用できる。
『地球防衛軍3』『地球防衛軍4』
プレイヤーが操縦可能な機体として、AH-64をモデルとしたEDF所属の架空の攻撃ヘリ「EF24 バゼラート」が登場。対戦モードでは1対1の空中戦が楽しめる。
『ツインイーグル』
自機としてAH-64をモデルとした架空の戦闘ヘリ「EAGLE」が登場。U国によってX帝国軍団制圧のために投入される。
『ニンジャブレイド』
自衛隊所属機としてD型が登場。mission02にてGUIDEのCV-22B オスプレイとともにパラサイト・ワームが蔓延した東京へと出撃するが、ギガ・スネイルによって2機とも撃墜される。その後、mission02および04にてパラサイト・ワームに乗っ取られ敵機として登場し、主人公と交戦する。
『バトルフィールドシリーズ』
『BF2』
拡張パック「スペシャルフォース」でD型が追加される。SEALs・SASの主力ヘリとして登場。
『Project Reality（BF2）』
近接航空支援機（CAS）としてアメリカ軍、イギリス軍、イスラエル国防軍に登場する。
装備はAN/ALE-47 チャフフレア、FLIR、M261 Hydra70mmロケット弾、M230 30mmチェーンガン、AGM-114 Hellfire対戦車ミサイル。
『BF2MC』
USMCの主力攻撃ヘリとしてD型が登場。
『BFBC』
米軍の攻撃ヘリとしてD型が登場する。
『BFBC2』
米陸軍の主力攻撃ヘリとしてD型が登場。
『BF2042』
米軍の主力攻撃ヘリとして架空型「AH-64GX アパッチ・ウォーチーフ」が登場。
『バンゲリングベイ』
自機として、架空の海軍仕様機「AH-16 シーアパッチ」が登場。演習のために母艦である架空のニミッツ級航空母艦4番艦「ロナルド・レーガン」とともにカリブ海に展開中、「ロナルド・レーガン」もろともバンゲリング界に飲み込まれ、バンゲリング帝国と交戦する。
『ブルーアーカイブ -Blue Archive-』
敵としてAH-64Dが「ブラックマーケットのアパッチ」として登場。また、総力戦「ペロロジラ」のムービーおよび戦闘中の背景にて、ヴァルキューレ警察学校所属機としても登場する。
『ホーンテッド ミュージアム』
航空機展示室ステージにて、ボスとして登場する。
『マーセナリーズ』
国連軍が使用する攻撃ヘリコプターとしてD型が「YAH-56」の名称で登場する。
『メダル・オブ・オナー』
米陸軍第1大隊第2航空連隊に所属する機体として登場。本編中、プレイヤーがガンナーとなり進めるシナリオがある。
『メダル・オブ・オナー ウォーファイター』
D型が登場。

『メタルスラッグシリーズ』
敵機としてAH-64をモデルとした架空機「R・ショーブ」が登場。モーデン元帥率いる反逆軍が運用しているほか、「R・R・ショーブ」などの改良型も存在する。
『萌え萌え大戦争☆げんだいばーん』
米軍所属のキャラクターのサポートユニットとして登場。また、鋼の乙女「ハイドラ」のモデルでもある。
『リーサルエンフォーサーズ』
AH-64が登場。

## CM
『白戸家』
『シン・ゴジラ』とのコラボレーションCMである「いい買物の日 襲来篇」に陸上自衛隊のD型が登場。ゴジラ攻撃に赴くが、営業を続けるソフトバンクショップから従業員が避難していなかったため、攻撃を見送る。
機体の外観が映るシーンは『シン・ゴジラ』本編の映像を流用している。